# Sinfonía n.º 40 (Mozart)

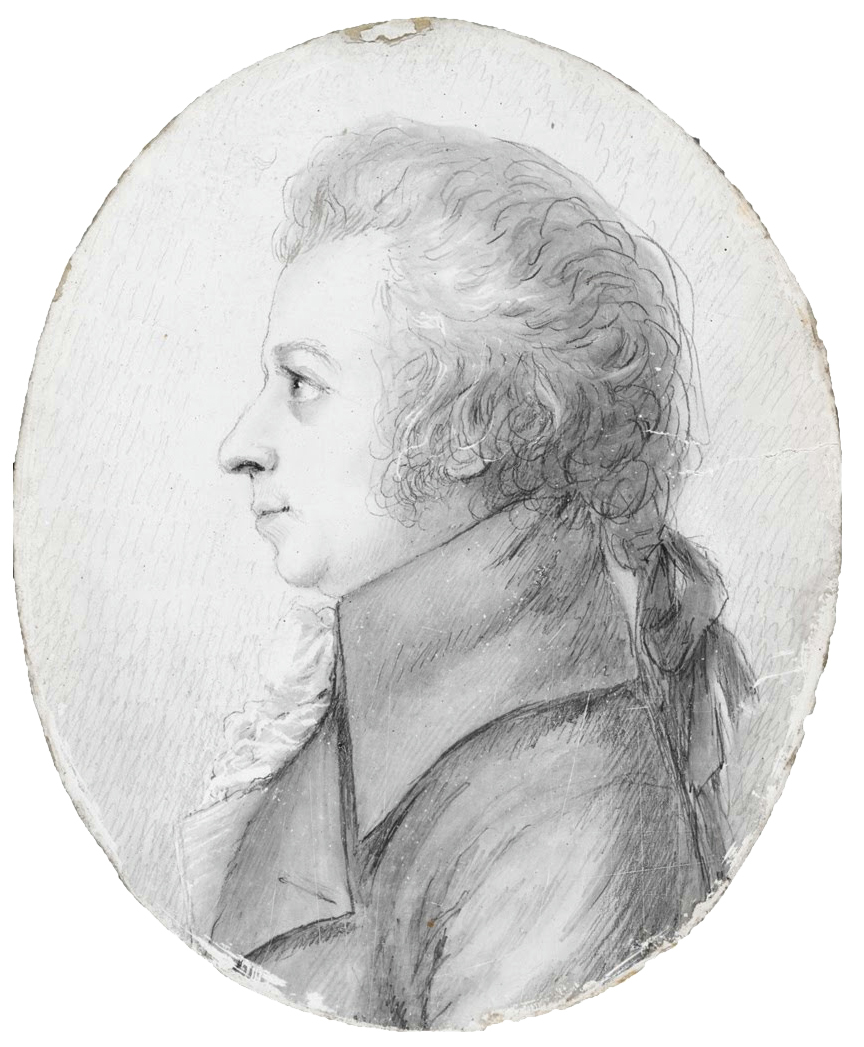
Mozart en 1789.

La Sinfonía n.º 40 en sol menor, K. 550, también conocida como Gran sinfonía en sol menor, fue compuesta por Wolfgang Amadeus Mozart y fechada el 25 de julio de 1788, cuando el compositor tenía treinta y dos años. Se trata de la penúltima contribución al género sinfónico del célebre maestro austríaco.

## Historia

### Contexto

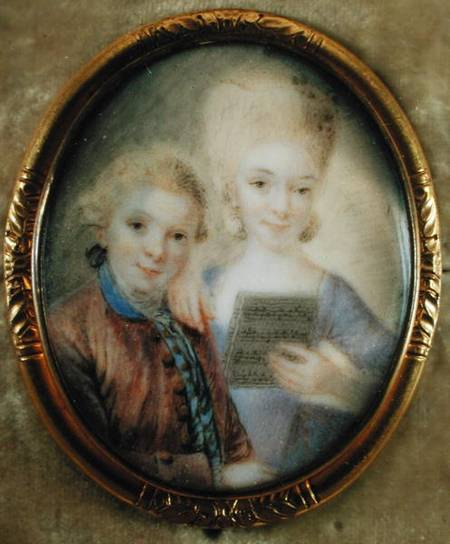
Wolfgang y Nannerl hacia 1763.

La carrera de Mozart como sinfonista había empezado en Londres durante el gran viaje de la familia Mozart por Europa entre junio de 1763 y noviembre de 1766. El padre Leopold Mozart planeó la gira para exhibir a sus prodigiosos hijos, Wolfgang y Nannerl en las principales cortes europeas. En ese tiempo Wolfgang compuso sus primeras obras del género, que tenían una deuda sustancial con las sinfonías de estilo galante italianizante en tres movimientos de Carl Friedrich Abel y Johann Christian Bach; también escuchó las sinfonías de compositores relevantes como Thomas Arne, William Boyce y Giuseppe Sammartini. Posteriormente Leopold y sus hijos pasaron en Viena varios meses de 1768 durante los cuales el joven maestro hizo un esfuerzo consciente por adaptar su estilo sinfónico a los gustos del público vienés, adoptando entre otras cosas la estructura en cuatro movimientos. Una afortunada consecuencia de los largos viajes del compositor en ciernes fue el contacto que le proporcionaron con una generosa muestra representativa de las tradiciones musicales europeas: alemana, británica, francesa e italiana.
El joven compositor y su padre realizaron tres viajes a Italia entre diciembre de 1769 y en mayo de 1773. En este periodo alternó sus visitas con estancias en Salzburgo durante las cuales creó la ópera Mitrídates, rey de Ponto, así como varias sinfonías con apreciable influencia del gusto italiano por la ópera bufa. En 1772 y 1773 el maestro austríaco vivió una etapa de entusiasmo por la escritura sinfónica, produciendo cada año siete nuevas sinfonías (n.º 15 - n.º 27). Después redujo su actividad en este campo y en los dos años siguientes sólo aparecieron tres nuevas piezas del género (n.º 28, 29 y 30). En 1778 realizó un largo y nefasto viaje a Mannheim y a París, durante el cual falleció su madre y su única producción relevante fue la Sinfonía n.º 31 "París". En enero de 1779 regresó a su ciudad natal donde creó otras tres sinfonías (n.º 32, 33 y 34) con las que cierra su etapa en Salzburgo.

### Composición

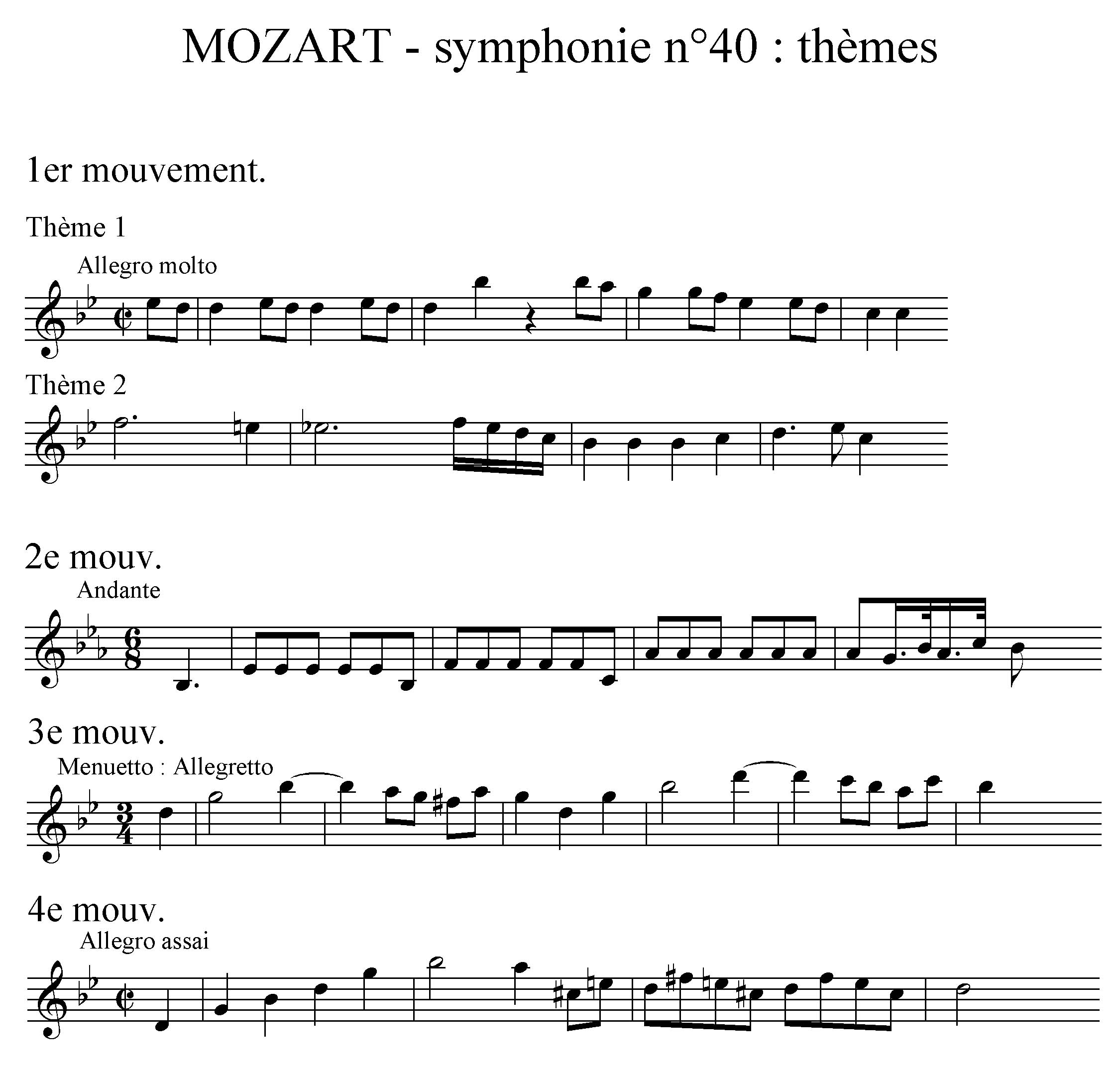
Temas de la sinfonía.

La composición de la obra se completó el 25 de julio de 1788. Fue sometida a revisión entre 1788 y 1791 dando lugar a una segunda versión de la partitura. Pertenece a un período extraordinariamente creativo en la vida del autor. Por aquel entonces el maestro austríaco estaba creando los Tríos para piano en mi mayor K. 542 y en do mayor K. 548, la Sonata facile K. 545 y la Sonatina para violín K. 547. Forma parte de un conjunto escrito con gran rapidez durante el verano de 1788 formado por sus tres últimas sinfonías (la n.º 39 el 26 de junio, la n.º 40 el 25 de julio y la n.º 41 el 10 de agosto).Las anotaciones en el catálogo temático que el propio compositor elaboró sugieren que todas fueron escritas en el espacio de unos dos meses.
Ningún grupo de obras de la producción mozartiana ha sido objeto de más discusión que sus tres últimas sinfonías. Se ha debatido con vehemencia la motivación del compositor para escribirlas. Al igual que sus contemporáneos, Mozart componía casi siempre por motivos prácticos, pero en este caso no se ha identificado ninguno. Nikolaus Harnoncourt sostiene que Mozart concibió las tres sinfonías como una obra unificada, indicando, entre otras cosas, el hecho de que la n.º 39 cuenta con una gran introducción, a modo de obertura, pero carece de coda. Se ha especulado que preparaba estas obras para un futuro viaje a Inglaterra, que nunca llegó a materializarse. La explicación menos plausible es que compusiera su gran trilogía sinfónica final como resultado de una «necesidad interior» personal. Pero esta teoría se opone a todo lo que sabemos sobre sus prácticas de trabajo. La noción romántica de que las compuso sin un propósito práctico es ampliamente descartada en la actualidad por no ajustarse a los procedimientos compositivos conocidos de Mozart. El experto H. C. Robbins Landon ha propuesto argumentos convincentes para sugerir que, de hecho, fueron escritas para una serie de conciertos que ofreció en la temporada de otoño o Adviento de 1788. La hipótesis de Robbins Landon se basa en gran medida en una carta sin fecha escrita por Mozart a su principal benefactor, su compañero francmasón Michael Puchberg. En esta carta se refiere a sus conciertos que comenzarán «la semana que viene», conciertos que los eruditos creían que nunca habían tenido lugar. Las pruebas también apoyan la idea, avanzada por Neal Zaslaw, de que Mozart llevó las tres sinfonías en la gira que hizo a Alemania al año siguiente, lo que socavaría aún más la idea largamente sostenida de que el compositor nunca oyó interpretar tres de las más grandes obras de la literatura sinfónica.
Mozart revisó su sinfonía y por tanto existen dos versiones de las cuales se conservan las partituras manuscritas. Pertenecen a la Gesellschaft der Musikfreunde (Societad de Amigos de la Música) de Viena; un regalo a la Societad hecho mucho tiempo atrás por Johannes Brahms. Como comenta Zaslaw, eso «demuestra que [la sinfonía] fue interpretada, porque Mozart no se habría tomado el trabajo de añadir las partes de los clarinetes y de reescribir las de flautas y oboes para incluir los clarinetes, si no tuviera en mente una ocasión determinada para su ejecución». La orquesta del concierto de Viena de 1791 incluía a los hermanos clarinetistas Johann y Anton Stadler, y, como Zaslaw señala, esto limita las posibilidades a la Sinfonía n.º 39 y a la n.º 41. Según Zaslaw, la versión sin clarinetes también debió de haberse estrenado, porque la versión reorquestada de dos pasajes en el movimiento lento, que se conserva de puño y letra del compositor, evidencia que debió de haber escuchado la obra, descubriendo que algún aspecto necesitaba corregirse.
La primera versión está modestamente orquestada para flauta, pares de oboes, de trompas y cuerdas, mientras que en la segunda versión se añaden partes para dos clarinetes, alterando ligeramente las partes de oboe para acomodarlos. Esta revisión aporta mayor credibilidad a la idea de que Mozart dirigía las interpretaciones de la obra, ya que difícilmente se habría molestado en tales refinamientos si la sinfonía no se utilizara con fines prácticos.
El sobrenombre "Gran sinfonía en sol menor" se emplea para distinguirla de la "Pequeña sinfonía en sol menor", que es la n.º 25 compuesta en la misma tonalidad. Estas dos son las únicas sinfonías que compuso Mozart en modo menor, quizás con la única excepción de una temprana sinfonía en la menor, de autenticidad discutida y conocida como la Sinfonía Odense.

### Estreno, primeras interpretaciones y publicación
Como ocurre con la Sinfonía n.º 41, no existe ninguna prueba documental de que la obra llegara a estrenarse en vida del compositor. Con todo, como señala Zaslaw, la información de que se dispone parece indicar que sí se estrenó. En diversas ocasiones antes de la muerte de Mozart se realizaron conciertos sinfónicos con su música, y de algunos de ellos han sobrevivido los programas. En algunos se incluye una sinfonía "desconocida", de la que no se indican ni datos ni tonalidades. Entre estos conciertos están:
- Dresde, 14 de abril de 1789, durante el viaje a Berlín de Mozart.
- Leipzig, 12 de mayo de 1789, en el mismo viaje a Berlín.
- Fráncfort del Meno, 15 de octubre de 1790.

Existen además copias del cartel de un concierto dado por la Tonkünstlersocietät (Sociedad de Músicos) el 17 de abril de 1791 en el Burgtheater de Viena, dirigido por el colega de Mozart Antonio Salieri. La primera obra del programa se anunciaba como «una gran sinfonía compuesta por Herr Mozart».
La primera edición fue llevada a cabo en 1794 por el editor Johann André en Offenbach, que publicó las partes. La partitura completa fue editada en 1880 por Breitkopf & Härtel en Leipzig, que la publicó bajo la denominación Wolfgang Amadeus Mozarts Werke, Serie VIII, No. 40.

## Instrumentación
La partitura está escrita para una orquesta formada por:
- Viento madera: 1 flauta, 2 oboes, 2 clarinetes en si bemol alto (añadidos en la segunda versión) y 2 fagotes.
- Viento metal: 2 trompas (una en sol y otra en si bemol alto).
- Teclado: [clavecín].
- Cuerda: una sección de cuerdas con 2 violines (primero y segundo), viola, violonchelo y contrabajo.

Cabe destacar la ausencia de trompetas y timbales. Es probable que se emplease el clavecín, si estaba presente en la orquesta, para reforzar la línea del bajo.

## Estructura y análisis
La sinfonía consta de cuatro movimientos:
- I. Molto allegro, en sol menor 2
2
- II. Andante, en mi bemol mayor 6
8
- III. Menuetto. Allegretto, en sol menor – Trio, en sol mayor 3
4
- IV. Allegro assai, en sol menor 2
2

La interpretación de esta obra dura aproximadamente entre 25 y 30 minutos. Se estructura en cuatro movimientos dispuestos según el patrón del Clasicismo: rápido–lento–minueto–rápido. Un aspecto de las tres últimas sinfonías del maestro austríaco sobre el que los expertos llegan a un acuerdo unánime es su extraordinaria diversidad de carácter. Cada una posee cualidades únicas que, en conjunto, derriban por completo el mito de que la extrema agitación y el patetismo de la Sinfonía n.º 40 reflejaban las abyectas circunstancias en las que se encontraba Mozart en ese periodo. Las cartas de mendicidad dirigidas a Puchberg durante esos meses son, en efecto, documentos lamentables que podrían citarse como prueba del estado de ánimo de Mozart en el momento en que componía la esta pieza. Pero difícilmente servirán para la suave calidez, la fuerza y el humor de la Sinfonía en mi bemol o la elevada grandeza de la Sinfonía "Júpiter". Tampoco hay que olvidar que las cualidades trágicas que hoy se asocian con tanta frecuencia a la sinfonía no siempre han sido evidentes para todos.

### I.Molto allegro
El primer movimiento, Molto allegro, está escrito en la tonalidad de sol menor, en compás alla breve y sigue la forma sonata. Se abre de manera inusual y sombría, no con el primer tema y su característica "llamada de atención" fuerte, sino con una suave agitación consistente en el acompañamiento interpretado por las cuerdas graves con las violas divididas. La técnica de comenzar una obra con una figura de acompañamiento fue empleada más adelante por Mozart en su último Concierto para piano K. 595 y con posterioridad se convirtió en una de las técnicas favoritas de los compositores románticos. Algunos ejemplos son las aperturas del Concierto para violín de Mendelssohn y del Concierto para piano n.º 3 de Rajmáninov. La inquieta pasión del tema principal conduce a unas conclusiones que parecen protestar más que encontrar consuelo. El sentimiento dominante es la urgencia, que se sucede un pulso tras otro. En medio de una gran inestabilidad y un aura interrogante, según Robins experimentamos una mirada al abismo como en Don Giovanni.

### II.Andante
El segundo movimiento, Andante, está en mi bemol mayor y en compás de 6/8. La tonalidad elegida es la subdominante del relativo mayor de sol menor (si bemol mayor). Se inicia con unos compases de estilo contrapuntístico. 

### III.Menuetto. Allegretto– Trio
El tercer movimiento, Menuetto. Allegretto – Trio, está en sol menor que en el trío pasa a sol mayor y en compás de 3/4. El minueto comienza con un ritmo de hemiola de acentos entrecruzados y un par de frases de tres compases. 

### IV.Allegro assai
El cuarto y último movimiento, Allegro assai, retoma la tonalidad inicial y el compás alla breve. El Finale se abre con una rápida sucesión de notas ascendentes que esbozan la tríada de tónica y que ilustran lo que se conoce habitualmente como el cohete de Mannheim. Las trompas se inmiscuyen con salvajes pinceladas de color. Al principio de la sección de desarrollo se produce un notable e inquietante pasaje de modulación en el que se tocan todas las notas de la escala cromática salvo una, desestabilizando considerablemente la tonalidad. La única nota que se omite es sol, que es la tónica.

## Recepción de la obra
Esta obra ha suscitado diversas interpretaciones por parte de la crítica. En palabras de Robert Schumann, la sinfonía poseía una "ligereza y elegancia griegas". Para el musicólogo Alfred Einstein hay pasajes que "se precipitan al abismo del alma". Según Brian Robins, tal ambigüedad es quizás apropiada para una de las obras más notables de un compositor cuya música desafía con tanta frecuencia una descripción adecuada. Donald Tovey observó en ella el carácter de la ópera bufa. Sin embargo, la percepción más común hoy en día es que la sinfonía tiene un tono trágico y es intensamente emocional. Por ejemplo, Charles Rosen, en The Classical Style, califica la sinfonía de "obra de pasión, violencia y duelo".

## Influencia y legado
Ludwig van Beethoven conocía bien la sinfonía y copió 29 compases de la partitura en uno de sus cuadernos de bocetos. Como señaló Gustav Nottebohm en 1887, los compases copiados se encuentran entre los borradores de la Sinfonía n.º 5 de Beethoven, cuyo tercer movimiento se inicia con una secuencia de notas similar a la del Finale de Mozart (véase el ejemplo a continuación).
Franz Schubert también reprodujo la música del minueto de Mozart, y el minueto de su Sinfonía n.º 5 evoca en gran medida el de Mozart. Zaslaw ha sugerido que un pasaje del final del oratorio Las estaciones (1801) de Joseph Haydn, una meditación sobre la muerte, cita el segundo movimiento de la Sinfonía n.º 40 en el Largo del n.º 38 Erblicke hier, betörter Mensch, erblicke deines Lebens Bild y fue incluido por Haydn como homenaje a su amigo fallecido tiempo atrás.

## En la cultura popular
Esta obra ha servido de inspiración a artistas musicales de diversos géneros para crear sus propias versiones. Tanto las adaptaciones como las interpretaciones de la pieza original han sido incluidas en multitud de bandas sonoras de películas, programas de televisión, videojuegos, etc.

### Adaptaciones
- 1964 – "Choro", pista inicial del álbum From All Sides del pianista estadounidense de jazz Vince Guaraldi que adaptó el tema de apertura.
- 1971 – "Funky Mozart", tema del disco Stand by Me (Whatcha See Is Whatcha Get) del baterista estadounidense Bernard Purdie.
- 1972 – "Ya Ana Ya Ana", canción del álbum homónimo de la cantante libanesa Fairuz.

### Inclusión en bandas sonoras
- 1952 – Cara de ángel, flim dirigido por Otto Preminger en cuya banda sonora se incluye esta pieza.
- 1979 – Manhattan, película dirigida por Woody Allen en la que se escucha el primer movimiento.
- 1998-1999 – The Sylvester & Tweety Mysteries, serie animada en cuyos episodios 3x08 y 5x02 se incluyen los movimientos I, III y IV de esta sinfonía.
- 1999 – Deer Avenger 2: Deer in the City, videojuego en el que se oye el Andante.
- 2001 – Mad Maestro!, videojuego que incluye esta sinfonía.
- 2001 – The Last Castle, largometraje dirigido Rod Lurie en el que suena esta obra.

## Grabaciones
La sinfonía ha sido ampliamente grabada por numerosas orquestas. La primera grabación conocida de la Sinfonía n.º 40 fue publicada en 1915 por la Victor Talking Machine Company bajo el título "Sinfonía en sol menor". La Victor Concert Orchestra interpretó bajo la dirección de Walter B. Rogers, el director del sello Victor.